# الشيخ عثمان

تعديل مصدري - تعديل

مديرية الشيخ عثمان إحدى مديريات محافظة عدن في اليمن. بلغ عدد سكانها 105248 نسمة عام 2004.

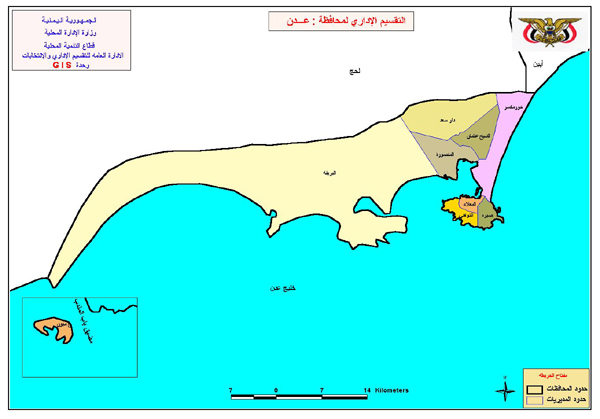
موقع المديرية في محافظة عدن

وهي ملتقى كل مديريات المحافظة تقع المديرية في الشمال الشرقي لمحافظة عدن، يحدها من الشرق منطقتي الشيخ الدويل والممدارة ومن الغرب منطقة القاهرة ومن الشمال منطقة عمر المختار ومن الجنوب منطقة عبد القوي الداخلي والخارجي.
وتقدر مساحتها بـ (17) كيلو متراً مربعاً وعدد سكانها بلغ وفقاً لإحصائيات عام 2004 م 106 آلاف نسمة، أبرز ما يميزها مسجد النور الذي يتربع في وسطها فيملأها هيبة وجمالا، وكذا محطة الهاشمي (الفرزة) محطة مواصلات إلى جميع المحافظات الجنوبية كالضالع ولحج وابين وغيرها.

## التقسيم الإداري
الأحياء التابعة للمديرية:
| حي         | عدد المساكن | عدد الأسر | الذكور | الإناث | الإجمالي |
| ---------- | ----------- | --------- | ------ | ------ | -------- |
| الوحدة     | 3793        | 3533      | 11346  | 10434  | 21780    |
| سوق الحمام | 9151        | 8368      | 30320  | 26321  | 56641    |
| عبود       | 3299        | 3375      | 11691  | 10125  | 21816    |
| الإجمالي   | 16243       | 15276     | 53357  | 46880  | 100237   |

## تسمية الشيخ عثمان
كانت في بداية القرن السابع عشر عبارة عن مزار ديني للولي الشيخ عثمان (عثمان بن عمر الدبعي) ، وسميت المدينة باسمه.
ويؤكد الرحالة الإنجليزي هنري سلت الذي زار المدينة في عام 1809م، وهو في طريقة إلى لحج يشير أن هناك كانت لا تزال غابة كثيرة الأشجار بجانب القرية وقبة الولي، وتمتد المساحات الخضراء إلى عشرات الكيلومترات تشكل مرعى رئيسي للأغنام والجمال الذي كانت يشاهد في كل أنحاء الغابة.

## تاريخ مديرية الشيخ عثمان
اشترى الإنجليز من سلطان لحج الأرض الممتدة من خور مكسر إلى وراء البستان الكمسري سابقاً (حديقة الملاهي حالياً)، وقد أسسوا البدايات الأولى للمدينة لاستيعاب الزيادة في عدد السكان، ويعود تخطيط المدينة وبناؤها في الشكل الذي عليه الآن إلى الإنجليز، أما مدينة الشيخ عثمان الأصلية فهي قرية الدويل (الشيخ الدويل) التي كان يقع بجانبها قبر الولي الذي سميت باسمه. حيث ادركت بريطانيا في أواخر عام 1870 أن عدن مزدحمة للغاية وكان الحل المقترح من قبل الحاكم البريطاني في ذلك الوقت، بشراء قرى الشيخ عثمان والعماد والأراضي المجاورة من سلطان لحج لها بغية تشكيل مستوطنات مدنية لتخفيف الضغط السكاني في مدينة عدن. كان الاقتراح قد عرض على حكومة الهند في عام 1878 وتمت الموافقة عليه في يونيو 1879 ولكن عملية الشراء الفعلية تم تأجيلها إلى أن تتحسن الظروف المالية.
في يوليو 1879 تم دفع دفعة أولية قدرها 20,000 روبية لسلطان لحج وفي العام التالي أدرك الإنجليز أن شراء الأرض ينبغي أن يكتمل دون مزيد من التأخير. وافقت حكومة الإنجليز في نوفمبر 1880 على دفع ما يلي : 35,000 روبية لسلطان لحج، مما يجعل المجموع 55,000 و5,000 روبية للسلطان الفضلي الذي أدعي ملكيته لجزء من هذه الأراضي، بالإضافة إلى 5,000 أخرى لقاضي لحج الذي ساعد في التوسط في الصفقة.
إضافة إلى هذه المبالغ المدفوعة لسلطان لحج تم زيادة الإعانة الشهرية من حكومة الإنجليز لسلطان لحج لتعويضه عن خسارة عائدات الماء والملح من هذه الأراضي. واتفقوا أيضا على أن تغيير الحدود لن يغير من حق السلطان فى جباية مستحقات العبور على التجارة مع عدن.
وفي عام 1920 م تأسست في المدينة مصانع الملابس القطنية وازدهرت صناعة (البرود اليمنية الشهيرة).

## المعالم التاريخية
- أهم المعالم التاريخية في مدينة الشيخ عثمان حالياً مسجد النور ويعد أكبر المساجد فيها تم بناؤه عام 1958م.
- مسجد الهاشمي.
- سوق الشيخ عثمان القديم (كسوق الخضرة والفاكهة والتمر واللحوم والحناء وما إلى ذلك).
- الحديقة العامة (والآن هي عبارة عن مكان مفتوح).